# Odil Ahmedov
Odil Ahmedov (Namangan, 1987. november 25. –) üzbég labdarúgó, a kínai Shanghai SIPG középpályása. A 2011-es Ázsia-kupán egy sérüléshullám miatt hátvédként kellett játszania.
A Krasznodarban első gólját tétmeccsen a Diósgyőri VTK ellen lőtte.